# Die Lady von der Straße
Die Lady von der Straße (Originaltitel: Lady of the Pavements) ist ein 1928 entstandenes, US-amerikanisches Stummfilm-Melodram von D. W. Griffith mit Lupe Vélez in der Titelrolle. Die Geschichte basiert auf dem Roman La Paiva (1921) von Karl Vollmoeller.

## Handlung
Die Geschichte spielt wohl kurz nach 1870. Karl von Arnim, Militärattaché der preußischen Gesandtschaft in Paris, löst seine Verlobung mit der schönen französischen Gräfin Diane des Granges, weil er sie in heftiger Umarmung mit einem anderen Mann erwischt hat und er annehmen muss, dass sie ihm untreu geworden ist. Wütend macht er Diane klar, dass er lieber eine Frau von der Straße heiraten würde als jemanden wie sie. Derart bloßgestellt, sinnt Diane nach Rache. Sie verschwört sich mit Baron Finot, dem Kammerherrn Napoleons III., um für Karl ein Treffen mit Nanon del Rayon, einer Tingeltangel-Sängerin des heruntergekommenen Kabaretts „Le Chien qui Fume“ (Der Hund, der raucht) zu arrangieren. Nanon soll in Gestalt einer formvollendeten Dame, genannt „La Paiva“, auftreten und in der Folgezeit Karl derart den Kopf verdrehen, dass er nur noch Augen für sie hat.
Dazu bedarf es natürlich, ganz im Stil von Shaws Pygmalion, einer Rundum-Verwandlung, Erziehung in Sachen „vornehmes Verhalten“ inklusive. Das Ziel ist es, Nanon „gesellschaftstauglich“ zu machen. Sie soll, ohne peinlich oder gar anstößig zu wirken, auf einer Festivität der Gräfin auftreten können. Auch Nanons Vita wird frisiert: Sie ist nun ein spanisches Mädchen mit Klosterschulausbildung. Obwohl ihr bei passender Gelegenheit der eine oder andere Fauxpas passiert, erweist sich Dianes Trick als Erfolg. Karl und Nanon verlieben sich ineinander, und die titelgebende Lady von der Straße wird von Arnims Ehefrau. Diane veranstaltet ein Hochzeitsbankett für das Brautpaar im „Rauchenden Hund“, bei dem sie Nanons wahre Identität preisgibt. Nanon flieht, kehrt aber schließlich zurück, um im Kabarett das zu tun, was sie am besten kann: singen. Karl, der etwas aus Dianes Hinterlist gelernt hat, kommt hinzu und will, egal welche Herkunft Nanon besitzt, seine Zukunft mit ihr gestalten.

## Produktionsnotizen
Griffith startete seine Inszenierung als Stummfilm, aber nachdem sich 1928 immer mehr herausstellte, dass der Siegeszug des Tonfilms unaufhaltsam sein würde, begann er einige Tonfilmpassagen hinzuzufügen. Gedreht in der zweiten Jahreshälfte 1928, erlebte Die Lady von der Straße, von dem eine Stumm- und eine Tonfilmfassung existiert, die Weltpremiere am 22. Januar 1929 in Los Angeles. Die deutsche Erstaufführung fand nach der Zensurvorlage am 31. August 1929 exakt zwei Monate darauf in Berlins Mozartsaal statt. Hier lief Die Lady von der Straße noch als Stummfilm an und maß 2363 Meter.
Die Filmbauten schuf William Cameron Menzies, die Kostüme entwarf Alice O’Neill. Hugo Riesenfeld arrangierte die Originalkomposition Irving Berlins.
Griffiths langjähriger Kameramann aus der Frühzeit beider Schaffen, Billy Bitzer, diente hier Chefkameramann Karl Struss als einfacher Kameramann.

## Kritiken
Mordaunt Hall schrieb in der New York Times, dieser Film ist „eine hübsche Produktion mit geräumigen und großzügig ausgestatteten Kulissen, brillanten Fotografien und tadelloser Qualität. (…) In dem Film ist Miss Velez die passendste Besetzung. Sie gibt als spanische Tänzerin und Sängerin in einem Pariser Kabarett, bekannt als „Le Chien Qui Fume“, einen cleveren Auftritt hin. Sie neigt eher dazu, ihren männlichen Verehrern in die Hände zu beißen, als sie zu streicheln oder zu küssen. (…) Die Idee der Erzählung hat ihre Berechtigung, auch wenn Mr. Griffith ihr nicht viel Spannung eingeimpft hat. Eine eher unglückliche Wahl für die männliche Hauptrolle fiel auf William Boyd, der seine stille Liebe zu Nanon Del Rayon recht erbärmlich zum Ausdruck bringt. (…) Nanon ist keineswegs eine nachgiebige Schülerin, denn ihre unhöfliche Art behauptet sich ständig, besonders wenn es darum geht, mit einem Reifrock Spaß zu machen. Ihr Verhalten bei der gesellschaftlichen Veranstaltung ist nicht immer vorbildlich, aber ihre Anwesenheit erweist sich als so verlockend, dass sie leicht von Arnims Gunst und schließlich seine Liebe gewinnt.“
In einem Essay zum San Francisco Film Festival von 2009 schrieb Mollie Caselli: „Obwohl unter der Regie des angesehenen D.W. Griffith, der schon damals als Meister galt, war es die Leistung von Lupe Vélez auf und neben der Leinwand, die die ganze Aufmerksamkeit auf sich zog. Während Griffith seinen Stil mit dem Aufkommen des Sounds neu erfand, begann Vélez gerade erst, Hollywood zu prägen. Sie erhielt keine Top-Bewertung, aber wie eine Variety-Rezension feststellte: „…Vélez bekommt alles auf den Punkt; Neun Zehntel der Nahaufnahmen stammen von ihr …“ Auch wenn „Lady of the Pavements“ heute so gut wie vergessen ist, bietet der Film einen faszinierenden Blick auf Griffiths Versuche, eine Karriere in der Sound-Ära aufzubauen, und auf Vélez‘ kurzen Ruhmesausbruch. (…) Der Film bezog sich auf das deutsche Weimarer Kino und drehte mit der „entfesselten Kamera“, einer beweglichen Kamera, die Karl Freund erstmals 1924 in F.W. Murnaus „Der letzte Mann“ verwendete. Obwohl von zeitgenössischen Kritikern für seine schönen Fotografien und Bühnenbilder gelobt, zog Pavements kein großes Publikum an. Der Historiker Richard Schickel glaubt, dass das mangelnde Interesse auf das Fehlen von Griffiths üblichem Werk zurückzuführen ist – spannende Szenarien, aufwändige Kostüme, Kampfszenen und historische Figuren.“